# 锡尼河
锡尼河（「新河」），位于中华人民共和国内蒙古自治区鄂温克族自治旗东部，是伊敏河右岸支流，发源于大布德尔山西麓，蜿蜒向西北流经锡尼河东苏木的罕乌拉、哈日套海、布日德、哈日嘎那等地，于锡尼河西苏木东南汇入伊敏河。河长123千米，流域面积1565平方千米，年均径流量0.88亿立方米。锡尼河上游为大兴安岭林区，中下游为呼伦贝尔大草原。上游右岸建有著名的藏传佛教格鲁派寺院锡尼河庙。